# Johann von Sayn
Johann von Sayn (zm. 15 lipca 1410) – rycerz zakonu krzyżackiego, formalnie tylko komtur lokalny kilku twierdz, miał jednak spory wpływ na politykę zagraniczną zakonu jako stały poseł na dwór Władysława Jagiełły.
Johann von Sayn pochodził ze znanego rodu hrabiowskiego Rzeszy, zasłużonego dla zakonu krzyżackiego. Nie wiadomo, kiedy wstąpił w szeregi Krzyżaków, a pierwszą jego ważniejsza funkcją był urząd wójta Tczewskiego. W 1398 został komturem Grudziądza, dzięki przychylności wielkiego mistrza Konrada von Jungingena, którego był bliskim współpracownikiem.
Należał do czołowych dyplomatów zakonu, wielokrotnie posłował na dwór króla polskiego, Władysława Jagiełły, uchodził za znawcę spraw polskich. W 1404 został na krótko komturem Gniewa, a jeszcze w tym samym roku objął godność komtura Bałgi. Między 1404 a 1410 nadał prawa miejskie dla przyzamkowej wsi Mrągowo, odnowił też przywileje lokacyjne wielu innym miejscowościom. W 1410 uczestniczył jako komtur Torunia w bitwie pod Grunwaldem i podobnie jak wielu innych dostojników zakonnych zginął na polu walki.